# جيم آدامز (موسيقي)
جيم آدامز (بالإنجليزية: Jim Adams)‏ هو موسيقي أمريكي، ولد في 21 ديسمبر 1967.

## وصلات خارجية
- الموقع الرسمي